# Viktor Rydbergsmuseet
Viktor Rydbergsmuseet var ett författarmuseum över Viktor Rydberg på Väster i Jönköping. Det grundades 1963 och var inrymt i den tidigare Sysslomannabostaden, ett stenhus från 1770-talet på Hospitalsgården.
Smålands Akademi tilldelade museet Viktor Rydbergspriset 2004 med motiveringen ”för en entusiastisk och uthållig arbetsinsats som hållit Rydbergsminnet levande i författarens födelsestad”.
Museet lades ned i slutet av 2015 på grund av att fastighetsägaren övergått till så kallad marknadshyra, som kommunens kulturförvaltning inte längre ville eller kunde betala.
Museet inrymde två permanenta utställningar. På första våningen fanns en utställning om Jönköping under Viktor Rydberg uppväxt och på andra våningen en om Viktor Rydberg och hans verk.
Där fanns bland annat Viktor Rydbergs stora skrivbord och andra möbler från arbetsrummet i bostaden i Djursholm samt ett bibliotek.
Efter stängningen har Jönköpings läns museum gjort i ordning utställningen "Viktors värld och verklighet", som visas i Arkivhuset vid Jönköpings stadsbibliotek.